# Johann Georg Berens von Rautenfeld
Johann Georg Berens von Rautenfeld (* 25. November 1741 in Riga; † 21. Februar 1805 in Leipzig) war ein deutsch-baltischer Adeliger, Herr auf Groß-Buschhof und Generalleutnant in der Kaiserlich-russischen Armee.

## Leben
Johann Georg studierte ab 1761 an der Universität Straßburg. Danach schlug er die Offizierslaufbahn ein und diente ab 1765 im kaiserlich-russischen Heer. Er war Teilnehmer am Russisch-Türkischen Krieg (1768–1774) und wurde 1773 zum Oberstleutnant befördert. Es folgte 1779 die Beförderung zum Oberst und 1787 zum Brigadier. Als Oberst des Welikolutschen Infanterie-Regiments und Brigadier wurde er am 14. Februar 1780, auf dem Landtag der estländischen Ritterschaft, der dortigen Adelsmatrikel einverleibt. Er war dann Kommandeur des Velikolutschen Infanterie-Regiments und wurde 1788 zum Generalmajor befördert. Mit der Beförderung zum Generalleutnant im Jahre 1796 endete seine militärische Laufbahn. In Anerkennung seiner Dienste während des Russisch-Österreichischen Türkenkriegs (1787–1792) wurde er 1790 mit dem Russischen Orden des Heiligen Georg (4. Klasse) und 1793 mit dem Russischen Orden der Heiligen Anna ausgezeichnet. Im Jahre 1800 erhielt er das Indigenat von Estland (Reg.-Nr. 326).

## Herkunft und Familie
Johann Georg stammte aus dem deutsch-baltischen Adelsgeschlecht Berens von Rautenfeld. Sein Vater war der Kaufmann und Kommerzienrat Heinrich Berens von Rautenfeld (* 1699 in Königsberg/Preußen; † 1778 in Riga), der 1752 in den Reichsadelsstand erhoben worden war und Herr auf Schloss Ronneburg, Ronneburg-Neuhof und Kastran in Livland war. Johann Georg heiratet 1771 in 1. Ehe Elisabeth Charlotte von der Wenge genannt Lambsdorff (1749–1782) und in 2. Ehe Adelaide Franziska von Innis (Thonis). Ihre Nachkommen waren:
- Elisabeth Catharina (* 1772)
- Catharina Henriette (* 1775)
- Peter Heinrich (1776–1841 in Riga)
- Georg Gustav (* 1778 in Riga; † 1847 in Russland), russischer Kapitän
- Caronia Charlotta (1779–1839), ⚭ Carl Ludwig von Budberg gen. Bönninghausen (1775–1829), russischer Generalmajor
- Magnus Carl (1781–1803 in Riga)
- Johann Alexander (* 1789 in Sankt Petersburg; † 1832 auf Curaçao), Herr auf Merijoki[2] (Finnland)